# Болотянка мала
Болотянка мала (Wilsonia pusilla) — дрібний комахоїдний птах з роду болотянка родини піснярових (Parulidae). Названа на честь американського орнітолога Александра Вілсона (англ. Wilson's warbler).

## Систематика і вигляд
Американське орнітологічне товариство останнім часом перенесло Wilsonia pusilla до роду Cardellina, однак це переміщення ще не прийняте іншими систематиками. Болотянка мала — справді дуже дрібна пташка, навіть серед піснярів. Самці мають невелику виразну чорну «шапочку», решта тіла жовтувато-оливкова, верх темніший, низ світліший. Самиці такої шапочки не мають.

## Поширення
Болотянка мала у гніздовий період поширена на півночі Північної Америки включно з Аляскою, а головно у центральній і східній Канаді, за винятком крайньої півночі — у Манітобі, Саскачевані, Онтаріо та Квебеку. Поширення на півночі приурочене до меж лісової рослинності. Тримається в нижньому ярусі, в густих чагарниках, по краях річок і струмків, на болотах. Більше полюбляє напіввідкриті місцезростання, аніж гущавину лісу. Досить часто можна побачити на сході, зокрема в гірських районах Скелястих гір, в той час як у західних районах Канади вважається більш рідкісною. На зимівлю мігрує до крайнього півдня Сполучених Штатів, Мексики та Центральної Америки за винятком Флориди та Карибів. Гніздиться переважно невисоко від землі в болотистих лісах, низьких чагарниках, відкладаючи 4—6, рідше 2—7 яєць. Потомством опікується одна самиця. Молодь злітає з гнізда через 8-13 днів після вилуплювання. Всі популяції болотянок є мігруючими.